# Daniel Conlon
Robert Daniel Conlon (ur. 4 grudnia 1948 w Cincinnati, Ohio) – amerykański duchowny katolicki, biskup Joliet w Illinois w latach 2011–2020. Od 2020 biskup senior tejże diecezji.
Jest najstarszy z szóstki rodzeństwa. Święcenia diakonatu przyjął 9 marca 1974 roku. Ukończył następnie Atheneum of Ohio i służył posługą diakona w kościele św. Agnieszki w rodzinnym mieście. Święcenia kapłańskie otrzymał 15 stycznia 1977 roku z rąk późniejszego kardynała Josepha Bernardina. W latach 1981–1983 pracował w kurii archidiecezji Cincinnati. Wyjechał następnie na studia do Ottawy. Powrócił z doktoratami z prawa kanonicznego i filozofii. Został wówczas kanclerzem archidiecezji. Od roku 1996 był również proboszczem w New Bremen.
31 maja 2002 otrzymał nominację na biskupa diecezji Steubenville w metropolii Cincinnati. Sakry udzielił mu abp Daniel Pilarczyk. W Konferencji Biskupów Amerykańskich zasiada w Komitetach ds. Małżeństwa i Rodziny oraz ds. Ochrony Dzieci i Młodzieży. 17 maja 2011 mianowany ordynariuszem diecezji Joliet w Illinois. 4 maja 2020 papież Franciszek przyjął jego rezygnację z wyżej wymienionej funkcji.